# Maulvi Bazar

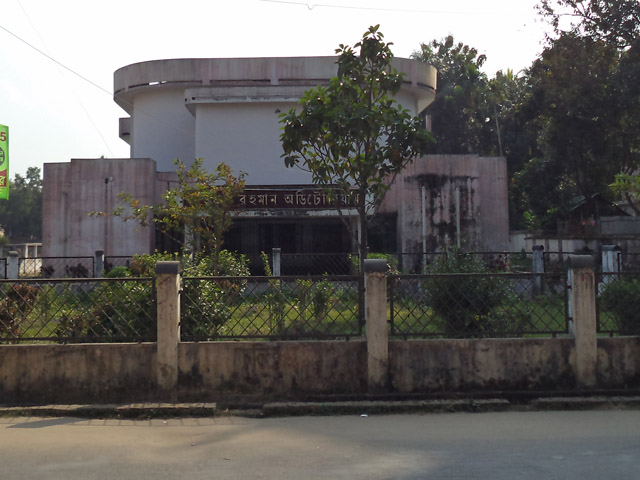
Saifur Rahman Auditorium.

Maulvi Bazar est une ville du Bangladesh située à environ 270 kilomètres au nord-est de Dhaka dans la division de Sylhet.